# تومي شميد
تومي شميد هو متزلج قفز سويسري، ولد في 12 أبريل 1988 في تروندهايم في النرويج.

## وصلات خارجية
- الموقع الرسمي
- تومي شميد على موقع الاتحاد الدولي للتزلج (التزلج النوردي المزدوج) (الإنجليزية)
- تومي شميد على موقع أوليمبيديا (الإنجليزية)